# Yasuhiko Niimura
Yasuhiko Niimura (新村 泰彦 Niimura Yasuhiko?,  nacido el 11 de mayo de 1970 en Shizuoka) es un exfutbolista japonés. Jugaba de delantero y su último club fue el Jatco de Japón.

## Trayectoria

### Clubes
| Club                | País  | Año         |
| ------------------- | ----- | ----------- |
| JEF United Ichihara | Japón | 1993 - 1996 |
| Consadole Sapporo   | Japón | 1997        |
| Jatco               | Japón | 1998 - 2003 |